# ヴェロニカ・ハーゲン
ヴェロニカ・ハーゲン (Veronika Hagen, 1963年5月5日 - ) は、オーストリアのヴィオラ奏者。

## 経歴
ザルツブルクに生まれ、当時ザルツブルクのモーツァルテウム管弦楽団のコンサートマスターだった父親から6歳で音楽を学び始める。
ザルツブルク高等音楽院でヘルムート・ツェートマイアー教授、ハノーファー音楽大学でハット・バイエルレ教授について学ぶ。在学中より1984年のブダペスト国際ヴィオラコンクールを始め、多くのコンクールで賞を受賞した。
卒業後は演奏活動の場も広がり、多くの国際音楽祭で演奏し、東京交響楽団やスイス・ロマンド管弦楽団のようなオーケストラとも共演している。
個人の演奏家としての活動以外に室内楽の演奏活動もしており、兄弟であるルーカス、アンゲリカ（後にライナー・シュミットに交替）、クレメンスと共にハーゲン弦楽四重奏団の創設メンバーであり、弦楽四重奏団は世界中で演奏している。

## 使用楽器
オーストリア国立銀行から貸与されたジョヴァンニ・パオロ・マッジーニ作のヴィオラを使用している。

## 録音
彼女はドイツグラムフォンレーベルで多くの録音をしており、それはピアニストのパウル・グルダとのブラームスのソナタ(1997)、ヴァイオリニストのオーギュスタン・デュメイとカメラータ・ザルツブルクとのモーツァルトのコンチェルタンテを含んでいる。
ソロイスツとしての彼女の活動として、他の有名な演奏家エレーナ・バシュキロワ、ジョシュア・ベル 、ジェラール・コセ、イヴリー・ギトリス、パウル・グルダ、タチアナ・グリンデンコ、スティーヴン・イッサーリス、ギドン・クレーメル、アレクサンダー・ロンキッヒ、ハインリヒ・シフと共演している。